# Olympia (fribrottare)
Olympia, född 20 maj 1997 i Mexico City, är en mexikansk fribrottare som debuterade 2021. Olympia brottas i Consejo Mundial de Lucha Libre (CMLL), Mexikos äldsta fribrottningsförbund. Hennes far Valiente, syster Hera och bror Hijo del Valiente brottas alla i samma förbund.
Olympia tränades av hennes far Valiente, samt av Skayde. Den 14 oktober deltog Olympia i sitt pay-per-view-evenemang för CMLL, Universal De Amazonas 2022. Hon brottas under en fribrottningsmask och hennes identitet är inte känd av allmänheten, vilket är vanligt inom lucha libre.